# Latescibacteriota
Latescibacteriota o Latescibacteria es un filo candidato de bacterias recientemente propuesto, previamente conocido como WS3. Se han identificado en sedimentos anóxicos de lagos terrestres y costeros. Los análisis genéticos sugieren un modo de vida anaerobio y metabolismo fermentativo, con la capacidad de degradar varios polisacáridos y glicoproteínas presentes en diversos tipos de algas. Adicionalmente se identificaron genes para la formación de vesículas de gas, flagelos, pili de tipo IV y respuestas al estrés oxidativo, características que sugieren una asociación celular con detritus de algas. Latescibacteriota forma parte del grupo FCB junto a otros filos de bacterias relacionados.